# ميخائيل رومنيغه
ميخائيل رومنيغه (بالألمانية: Michael Rummenigge)‏ (مواليد 3 فبراير 1964) هو لاعب كرة قدم. يلعب مع منتخب ألمانيا لكرة القدم منذ عام 1983.

## مسيرته الكروية
لعب ميخائيل رومنيغه خلال مسيرته الاحترافية مع 3 أندية في خمسة عشر موسمًا وسجل خلالها 93 هدفًا ضمن 351 مباراة. حيث فاز في ثلاثة مواسم بالكأس وفي ثلاثة مواسم بالدوري.
خاض ميخائيل رومنيغه مسيرته مع نادي بايرن ميونخ في موسم 1982–83 ليلعب معه ستة مواسم، مشاركًا في 152 مباراة سجل خلالها 44 هدفًا. ثم انتقل إلى نادي بوروسيا دورتموند للفورميلا في موسم 1988–89 في المرة الأولى ليلعب معه خمسة مواسم ثم في موسم 1993–94 لمدة موسم واحد، حيث شارك طوالها في 157 مباراة سجل خلالها 36 هدفًا. لينتقل بعدها إلى نادي أوراوا رد دايموندز ما بين عامي 1993 و1994 في المرة الأولى لمدة موسم واحد ثم في عامي 1994-1996 ولمدة موسمين، مشاركًا طوالها في 42 مباراة سجل خلالها 13 هدفًا.

## وصلات خارجية
- ميخائيل رومنيغه على موقع رابطة كرة القدم اليابانية للمحترفين (اليابانية)
- ميخائيل رومنيغه على موقع قاعدة بيانات كرة القدم.إي يو (الإنجليزية)
- ميخائيل رومنيغه على موقع بيانات كرة القدم. دي إي (الألمانية)
- ميخائيل رومنيغه على موقع ناشيونال فوتبول تيمز (الإنجليزية)
- ميخائيل رومنيغه على موقع Soccerway.com (الإنجليزية)
- ميخائيل رومنيغه على موقع عالم كرة القدم.نت (الإنجليزية)

- National Football Teams